# Embraer Phenom 100
Embraer Phenom 100 — сверхлёгкий реактивный самолёт бизнес-класса (класса VLJ, Very light jet), разработанный и произведенный бразильской компанией Embraer. Анонсированный в ноябре 2005 года, он совершил свой первый полет 26 июля 2007 года и получил сертификат типа в декабре 2008 года. Оснащенный двумя установленными в задней части фюзеляжа турбовентиляторными двигателями Pratt & Whitney Canada PW600, он может перевозить от четырех до семи пассажиров, имея дальность полета 2182 км с четырьмя пассажирами на борту. Для взлёта при максимальном взлётном весе самолёту требуется полоса длиной 953 м, а посадочная дистанция по результатам сертификационных испытаний составляет 823 м. По состоянию на апрель 2023 заказчикам года было доставлено 401 самолёт.
В 2016 году стоимость одного Phenom 100 была на уровне 4,5 млн долларов.
Удлиненная версия Phenom 300 получила название Embraer Phenom 300.

## Разработка и производство

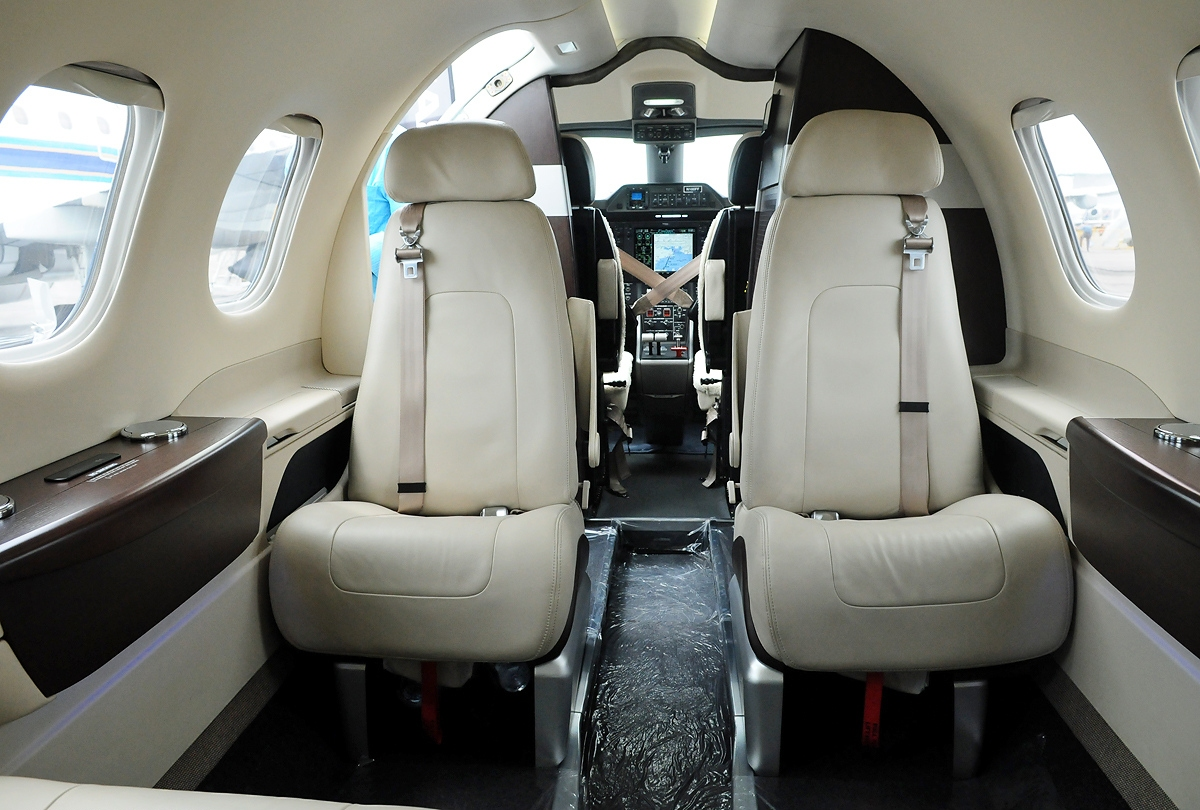
Салон Embraer Phenom 100

В апреле 2005 года совет директоров Embraer одобрил разработку сверхлегкого реактивного самолета бизнес-класса. Этим в течение последующих десяти лет компания намеревалась стать крупным поставщиком бизнес-джетов на мировом рынке самолётов подобного класса. 9 ноября того же года на ежегодной конференции Национальной ассоциации деловой авиации компания объявила название своего легкого самолета — Phenom 100 и продемонстрировала полномасштабный макет модели. В то время как компания заявила, что активно изучает возможности использования Phenom 100 в качестве воздушного такси, руководство компании также решило увеличить штат сотрудников в своем подразделении бизнес-джетов. В том же месяце Embraer объявила, что выбрала электронную систему пилотажных приборов Garmin Aviation G1000 для установки в кабине своего нового самолета.
В марте 2006 года компания Embraer объявила о завершении фазы разработки цифрового проектирования самолета. В том же месяце компания начала расширять проведение маркетинговой компании по продажам, выпустив несколько полноразмерных макетов Phenom 100. В апреле того же года были обнародованы расширенные планы по производству самолета, а также увеличение цены за единицу на 3,5%. По сообщению FlightGlobal компания намеревалась занять 30% мирового рынка сверхлегких самолетов бизнес-класса. В мае 2006 года на конференции European Business Aviation Convention & Exhibition было объявлено, что получено первые 50 заказов на Phenom 100. Два месяца спустя Embraer опубликовала более подробную информацию о будущих первоначальных заказчиках самолета. В августе 2006 года был получен первый заказ от клиента из Латинской Америки.
В октябре 2006 года американский производитель двигателей Pratt & Whitney начал испытания турбовентиляторных двигателей PW617-F, предназначенных для Phenom 100. В марте 2007 года, как сообщается, разработка самолета шла по графику, и в Embraer получили первые двигатели PW617-F в том же месяце. В апреле следующего года, когда сборка приближалась к завершению, произошла стыковка крыльев и фюзеляжа первого самолета. В июне 2007 года прототип был официально выкачен, и вскоре после этого начались наземные стендовые испытания самолета.
26 июля 2007 года прототип Phenom 100 совершил свой первый полет после выкатки с завода компании в Сан-Жозе-дус-Кампус, Бразилия. Две недели спустя его переправили на аэродром Гавиао Пейшоту, где и была проведена большая часть программы летных испытаний. В марте 2008 года было объявлено, что серийное производство самолета начнется в следующем месяце. В то же время в ходе летных испытаний были выявлены проблемы с системой защиты от обледенения и закрылками самолета. В декабре 2008 года Phenom 100 получил сертификат типа от Национального управления гражданской авиации Бразилии и Федерального управления гражданской авиации США. Самолет был сертифицирован как EMB-500. Первая поставка Phenom 100 заказчику состоялась 24 декабря 2008 года.

## Конструкция

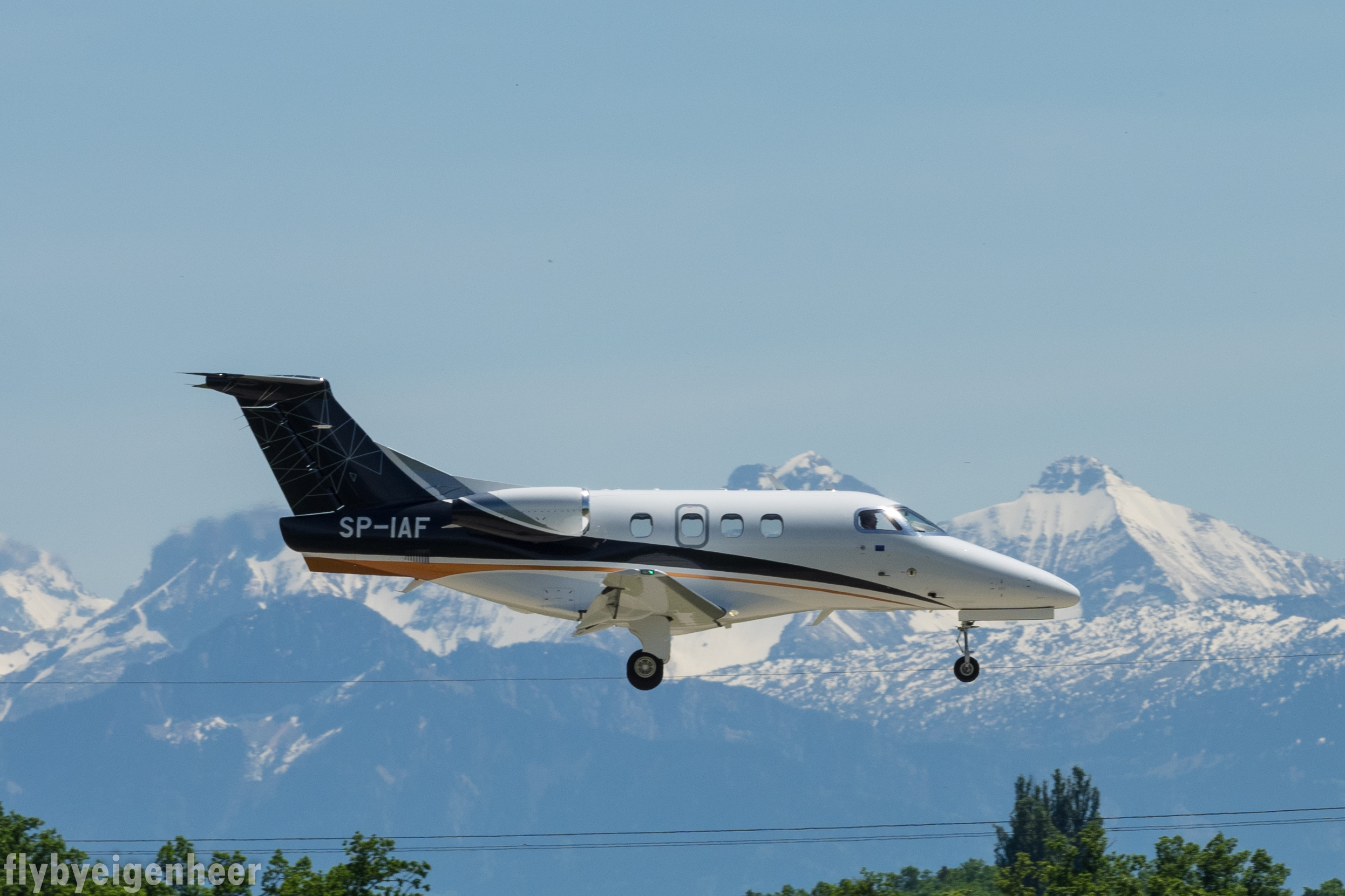
Embraer Phenom 100 в 2016 году.

Embraer Phenom 100 — это низкоплан, сделанный из легких сплавов с крылом умеренной стреловидности, убирающимся трехопорным шасси, Т-образным хвостовым оперением и двумя турбореактивными двигателями в гондолах по бортам хвостовой части фюзеляжа. Он имеет овальный в сечении фюзеляж с пассажирским салоном объемом 7,985 м3, дверью высотой 1,47 м и шириной 0,74 м и иллюминаторами размерностью 1,2'x1'. Срок службы самолёта составляет 28 000 полетных циклов или 35 000 лётных часов, а конструкция на 20% состоит из композитных материалов. В стандартном салоне Phenom 100 имеются места для четырех пассажиров. Два пилота сидят в кабине (Prodigy 100), разработанной на базе системы Garmin G1000. Однако в конфигурации с одним пилотом, дополнительными креслами и туалетом с ширмой самолет может перевозить шесть - семь пассажиров. Интерьер салона разработан компанией BMW Designworks USA.
Самолет оснащен парой турбовентиляторных двигателей Pratt & Whitney Canada PW617-F, установленных в хвостовой части фюзеляжа, каждый из которых рассчитан на взлетную тягу 7,2 кН при стандартной атмосфере и температуре +10 °C. Эти двигатели имеют дублированную электронную цифровую систему управления двигателем (FADEC). В случае отказа одного двигателя во время взлета функция автоматического резерва производительности (APR) увеличивает мощность оставшегося двигателя до 7,5 кН. Более поздние модели двигателей PW 617 F–E, которые предполагаются к установке на самолёт, имеют десятиминутную номинальную тягу до 3970 кг/с. Для снижения затрат оператора в дополнение к традиционным плановым процедурам были изучены методы технического обслуживания по текущему состоянию. Максимальная дальность полёта с четырьмя пассажирами на борту составляет 2192 км.

## Варианты
Phenom 100
Первоначальный серийный вариант, маркетинговое название EMB-500 с авионикой G1000 и двумя двигателями PW617F-E.   
Phenom 100E
Обновленный вариант, включающий многофункциональные интерцепторы. Маркетинговое название EMB-500 с авионикой G1000 и двигателями PW617F-E и новыми панелями интерцепторов.
Phenom 100EV Evolution

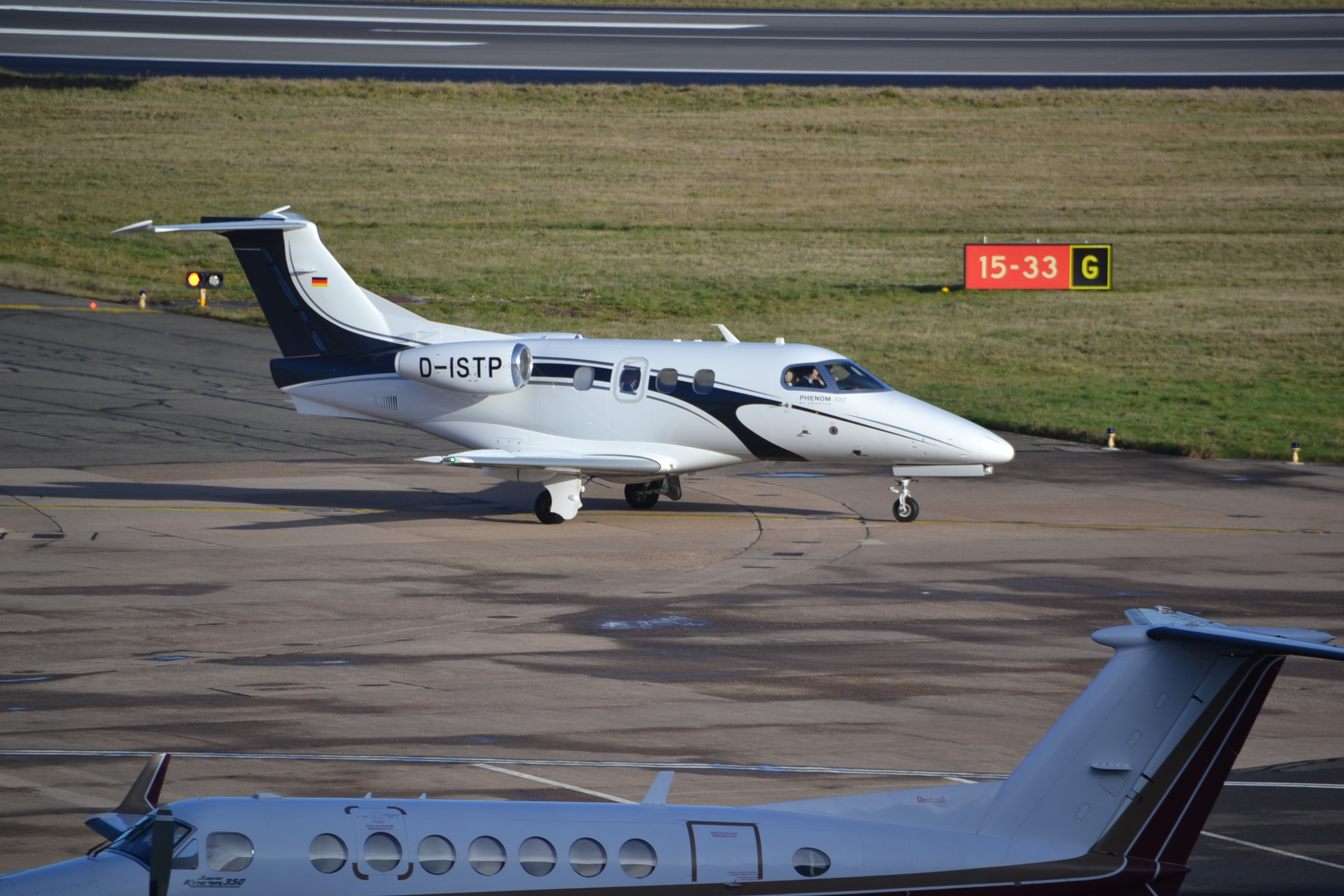
Embraer Phenom 100 в аэропорту Бирмингем

Модернизированная версия с увеличенной тягой двигателей до 3810 кг/с. Скороподъемность самолёта на высоту 12 500 метров снижена с 33 до 25 минут. Уменьшена длина взлётно-посадочной полосу для полётов с высокогорных аэродромов. Установлена новая стеклянная кабина Garmin G3000. Цена самолёта составила 4,495 миллиона долларов. Первая поставка заказчику состоялась 31 марта 2017 года. Маркетинговое название самолета EMB-500 с авионикой G3000 и двигателями PW617F1-E.
Phenom 100EX
Обновленная версия 2023 года с усовершенствованиями салона и авионики, включая систему оповещения и предупреждения о выкате за пределы взлётно-посадочной полосы.
U-100
Бразильское военное обозначение для двух Phenom 100EV.
Phenom T1
Военное обозначение Великобритании для самолетов Phenom 100, состоящих на вооружении Королевских ВВС.

## Поставки
Первоначально Embraer планировала поставить 15 самолетов Phenom 100 в 2008 году и 120–150 самолетов в 2009 году, однако фактически компания поставила только два самолета в 2008 году и была вынуждена сократить свой план на 2009 год до 97 самолетов. К концу 2014 года у Embraer было около 30 невыполненных заказов на самолеты.
В середине 2008 года было объявлено о создании новой сборочной линии Phenom в Мельбурне, штат Флорида, для обслуживания заказов североамериканского рынка. Впоследствии было объявлено, что с июля 2016 года все работы по окончательной сборке будут переведены на завод во Флориде. Как сообщается, он способен собирать до 96 самолетов Phenom и 72 самолета Embraer Legacy 450/Embraer Legacy 500 в год. По состоянию на июнь 2016 года на заводе было произведено более 170 самолетов Phenom, в основном для внутреннего рынка США. У компании было две производственные линии для Phenom 100EV, одна из которых располагалась в Бразилии. К ноябрю 2016 года бразильское производство было на пути к полной замене линией в Мельбурне.

## Операторы
Самолет Phenom 100 эксплуатируется различными операторам, включая частные лица, авиакомпании, чартерные и туристические операторы, военные ведомства.

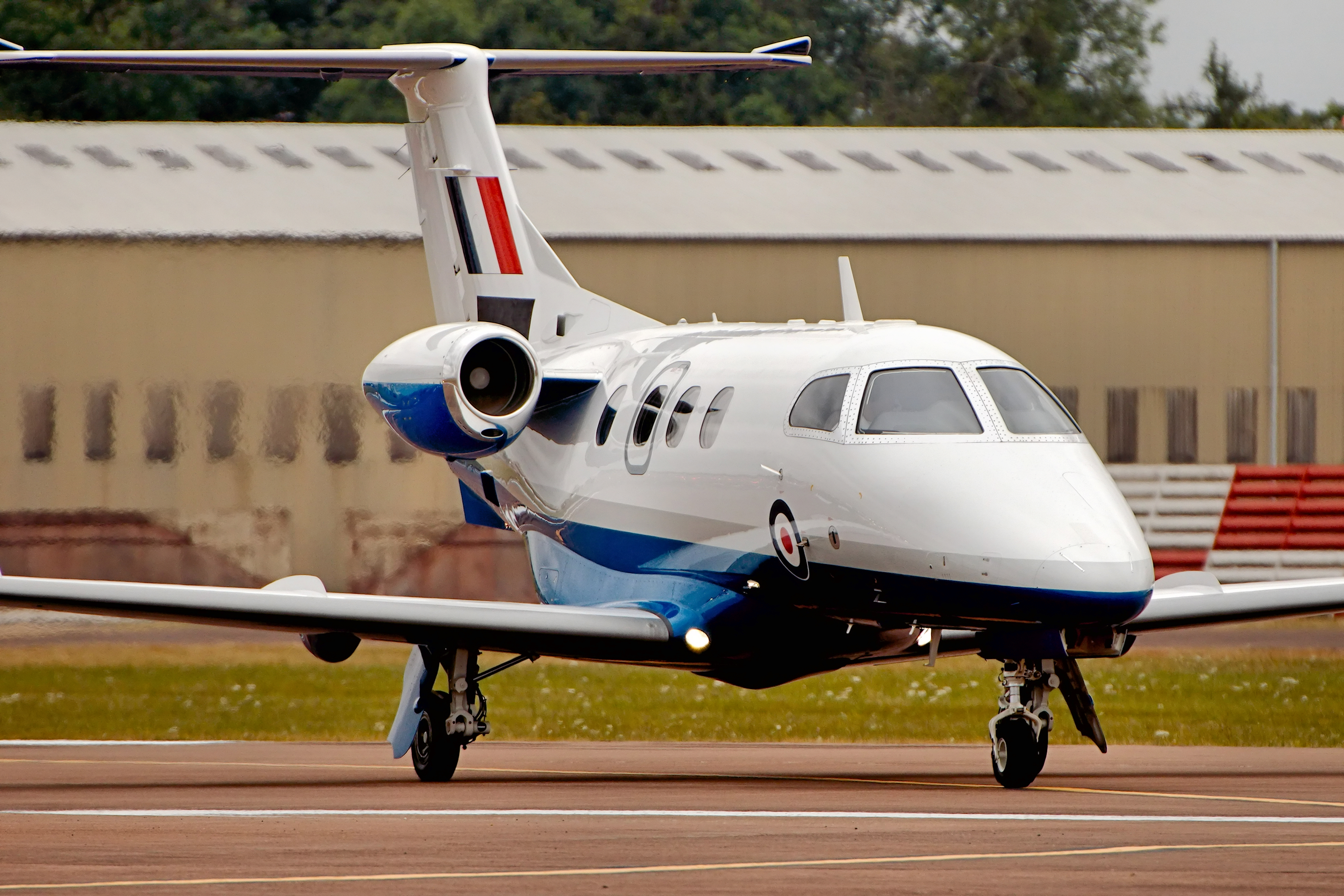
Embraer Phenom 100 45-й эскадрильи Королевских ВВС Великобритании

### Гражданские и государственные операторы
Объединенные Арабские Эмираты
- Авиакомпания Emirates — пять самолетов Phenom 100EV для обучения лётчиков-стажёров. Используются для чартерных перевозок с 2023 года[32].

 Соединенные Штаты Америки
- Департамент транспорта штата Техас — эксплуатируются пять самолетов[33].

### Военные операторы
Бразилия
- ВВС Бразилии — два самолёта поставлены в октябре 2019 года, эксплуатируются под наименованием U-100[25].

 Великобритания
- ВВС Великобритании — эксплуатируются в рамках Системы летной подготовки ВВС Великобритании (UK Military Flying Training System[англ.]). 2 февраля 2016 года Министерство обороны Великобритании подписало контракт с компанией KBR-Elbit Systems на закупку и техническое обслуживание пяти самолетов Embraer Phenom 100 для обучения летного состава Королевских ВВС и Королевского флота до 2033 года[34].

 Пакистан
- ВВС Пакистана — четыре самолёта, которые используются для перевозок высших должностных лиц страны[35].

## Происшествия и инциденты
- 8 декабря 2014 года самолет Phenom 100 с бортовым номером N100EQ врезался в пригородный дом в Гейтерсберге, штат Мэриленд, при заходе на посадку в аэропорту округа Монтгомери. Погибли шесть человек: все трое на борту самолета и еще трое в доме на земле. Расследование Национального совета по безопасности на транспорте (NTSB) пришло к выводу, что вероятной причиной аварии стала ошибка пилота, связанная с невключением противообледенительной системы и несоответствием скорости посадки погодным условиям и массе самолета. Совет рекомендовал разработать систему, которая может автоматически предупреждать пилотов, когда следует активировать противообледенительную защиту на турбовентиляторных самолетах, сертифицированных для полетов с одним пилотом[36].

## Технические характеристики
Источник данных: Сайт производителя

Технические характеристики
- Экипаж: 1-2 человека
- Пассажировместимость: 4-7 человек
- Грузоподъёмность: 595 кг
- Длина: 12,82 м
- Размах крыла: 12,3 м
- Высота: 4,35 м
- Масса пустого: 3235 кг (с 1 пилотом)
- Масса снаряжённого: 3830 кг
- Нормальная взлётная масса: 4427 кг
- Масса полезной нагрузки: 1535 кг
- Максимальная взлётная масса: 4750 кг
- Масса топлива во внутренних баках: 1272 кг
- Силовая установка: 2 × ТРДД Pratt & Whitney  PW 617F-E
- Тяга: 2 × 7,2 кН

Лётные характеристики
- Максимальная скорость: 0,7 М
- Крейсерская скорость: 722 км/ч
- Практическая дальность: 2182 км (4 пассажира)
- Практический потолок: 12 500 м
- Тяговооружённость: 0,33 (расчёт.)
- Длина разбега: 1037 м
- Длина пробега: 823 м